# کیتی جیکوبز
کتی جاکوبز (انگلیسی: Katie Jacobs؛ زادهٔ ) یک تهیه‌کننده تلویزیونی، و تهیه‌کننده اهل ایالات متحده آمریکا است. وی از سال ۱۹۹۱ میلادی تاکنون مشغول فعالیت بوده‌است.